# Гжегожевская, Мария
Мария Стефания Гжегожевская (пол. Maria Stefania Grzegorzewska, 18 апреля 1887, Волуча, Петроковская губерния, Царство Польское, Российская империя — 7 мая 1967, Пясечно (под Варшавой, Пясечинский повят, Польская Народная Республика) — польская воспитательница, психолог, профессор, создатель специальной педагогики в Польше.
После посещения Летучего университета, в котором была возможность получить базовое образование у польских педагогов, Гжегожевская получила квалификацию учителя в Литве и впоследствии продолжила образование в Ягеллонском университете, а в 1913 году начала обучение под руководством своей землячки Юзефы Йотейко в Брюсселе на Международном педагогическом факультете. Когда обучение в Бельгии было прервано Первой мировой войной, она отправилась в Париж и получила степень доктора философии в Парижском университете в 1916 году.
После создания Второй Польской Республики в 1918 году она вернулась домой, намереваясь создать программы, которые бы отвечали потребностям детей-инвалидов и ввести образовательные реформы для улучшения их жизни. В 1919 году она начала работу в Министерстве по делам религий и народного образования и отвечала за создание учреждений для ухода за детьми-инвалидами, школ для специального образования и учебных программ для учителей. Используя собственную методологию, она разработала учебную программу, которая в 1922 году была внедрена во вновь созданном Государственном институте специального образования и являлась его руководителем с момента его основания до своей смерти.
Во время Второй мировой войны Гжегожевская работала медсестрой, принимала активное участие в Движении Сопротивления и преподавала в Варшаве. Она присоединилась к Жеготе и оказывала помощь евреям. Когда Польша была освобождена в 1945 году, стала основателем Института специального образования и в течение пяти лет ввела магистратуру и заочные курсы. В 1950 году при реализации в Польше сталинистской доктрины институт был переименован в Государственный колледж специального образования с введением государственных учебных программ. Она боролась против государственной программы, желая защитить специальное образование для людей с ограниченными возможностями. После Польского Октября институту была возобновлена правительственная поддержка, ему было возвращено первоначальное название. В 1957—1960 годах являлась профессором Варшавского университета. Её работа в области науки и развития польского образования была отмечена многочисленными наградами.

## Биография

### Ранние годы
Мария Гжегожевская родилась 18 апреля 1888 года в селе Волуча Царства Польского в составе Российской империи в семье Фелиции (урождённой Богданович) и Адольфа Гжегожевского. Родители Марии происходили из Жемайтии (ныне в составе Литвы) и впоследствии переехали в Волучу, где арендовали поместье. Её отец работал администратором имения, а также наблюдал за соседними фермами, выступая за модернизацию сельскохозяйственных технологий и более гуманное отношение к рабочим. Её мать участвовала в социальных проектах помощи местным жителям и оказывала медицинскую помощь в собственной общине. Помимо Марии, в семье воспитывалось ещё пятеро детей: Зенон, Ванда, Елена, Витольд и Владислав. Гжегожевской передалось от родителей чувство долга перед своей общиной, и с юных лет у неё было обострённое чувство социальной ответственности.
В 1900 году, когда Гжегожевская начала своё обучение, программа русификации заставила многих родителей отправлять своих детей в подпольные частные школы, чтобы они могли изучать польскую культуру и язык. Она четыре года училась в варшавском интернате, которым руководила госпожа Котвицкая, а затем поступила в школу Паулины Хевельке, завершив обучение в 1907 году. Потом сразу же поступила на однолетний университетский подготовительный курс, которым руководил Людвик Крживицкий — преподаватель с кафедры математики и естественных наук Варшавского университета. Во время учёбы она познакомилась с группой социальных активистов, в которую входили Мариан Фальский, Хелена Радлинская и Стефания Семполовская. Участие в подполье социалистической молодёжи и обучение рабочих привлекли к ней внимание царской полиции, заставив Гжегожевскую бежать в Литву. В Литве она получила диплом частного учителя и занялась репетиторством, чтобы заработать деньги для поступления в университет.
В 1909 году Гжегожевская начала обучения на естественном факультете Ягеллонского университета в Кракове, одновременно работая преподавателем, читая лекции в Народном университете имени Адама Мицкевича и выполняя такие случайные работы, как склеивание конвертов. Она два года училась и работала в Кракове, но отсутствие надлежащего питания и сна повлияло на её здоровье. Страдая болезнью лёгких, Гжегожевская бросила учёбу, чтобы пройти курс лечения в Закопане, где её жених Чеслав лечил туберкулёз. Он умер через несколько месяцев, вследствие чего Гжегожевская перенесла депрессию. Находясь в вилле «Особита», она познакомилась с Владиславом Генрихом. Он рассказал ей о работе в области педологии, которую исполняла её землячка — Юзефа Йотейко в Бельгии. Гжегожевская начала переписку с ней, а после поездки в Италию с семьёй вернулась в Закопане, где заработала значительное число денег для продолжения обучения в Брюсселе.

### Жизнь в эмиграции
В 1913 году Гжегожевская поступила на Международный педологический факультет Свободного университета Брюсселя и начала обучение под руководством Йотейко. Выбрав курсы по педагогике, психологии и социологии, она получила возможность общения с такими выдающимися учёными, как Эдуард Клапаред, Эмиль Жак-Далькроз и Жан Овидий Декроли. Общение с ними значительно повлияло на её развитие. Несмотря на то что на факультете преподавали и учились учёные со всего мира, Гжегожевская проживала в доме с польскими студентами Юзефой Берггруен, Стефанией Хмилакувной и Вандой Вошинской. В рамках своей дипломной работы она начала исследования в государственных школах Брюсселя на тему эстетического развития детей. Также её заинтересовал широкий диапазон знаний Йотейко и её эмпатия к детям и бедным. По мере развития их отношений они стали спутниками как в профессиональной, так и в частной жизни. В 1914 году Гжегожевская вернулась в Польшу на каникулы для встречи с семьёй, там же встретила начало Первой мировой войны. Впоследствии, после путешествия на военном корабле через заминированное Северное море, в 1915 году она прибыла в Лондон, где находилась Йотейко. После непродолжительного пребывания в Лондоне они переехали в Париж, где Йотейко начала преподавательскую деятельность в Коллеж де Франс, а Гжегожевская позднее поступила в Парижский университет.
В 1916 году Гжегожевская защитила диссертацию на тему «Развитие эстетического чувства — исследования в области экспериментальной эстетики, проведённого среди учащихся брюссельских школ», которая отражала её интерес к эстетике, и получила степень доктора философии. Пока велась работа над исследованием, она имела возможность принять участие в экскурсии по больнице Бисетр — психиатрическому учреждению, в котором лечили людей с умственной отсталостью. Экскурсия глубоко повлияла на неё, и она решила, что её жизнь будет связана с обеспечением доступа образования для людей с ограниченными возможностями. Гжегожевская начала работать в школе для студентов с интеллектуальной недостаточностью в Париже и создала метод для работы с учениками, основанный на её знаниях и опыте. В 1918 году она вместе с Йотейко основала в Париже Польскую преподавательскую лигу с целью помочь полякам, ранее высланным из-за причастности к движению за независимость, вместе они собирали материалы об образовании и разрабатывали методологию преподавания. Они планировали использовать материалы для создания современной школьной системы, как только Польша восстановит свою независимость. Гжегожевская написала статью для Лиги «О необходимости организации специального образования для абнормальных детей в Польше».

### Возвращение в Польшу
В мае 1919 года Гжегожевская и Йотейко вернулись в Польшу. Через несколько месяцев Гжегожевская начала работать помощником в Министерстве по делам религий и народного образования. Ей было поручено руководить развитием специальной педагогики для школ, учреждений и педагогов. К этому времени единые специальные учебные заведения в Польше состояли из бюро для слепых в Быдгоще и во Львове, бюро для глухих в Варшаве и дополнительных школ для вспомогательных служб в Варшаве и Лодзи. Поскольку Йотейко было отказано в работе в Варшавском университете, Гжегожевская помогла ей найти работу преподавателем в Национальном педагогическом институте и Национальном институте глухих. Хотя в Польше существовали специализированные учреждения для глухих, слепых и умственно отсталых, не было специальной системы, направленной на образование тех, кто живёт с физическими или психическими недостатками. Гжегожевская имела цель со временем внедрить образовательные методы, которые она разработала, а также обязательный тренинг для учителей и исследовательские проекты для оценки системы. Её учебный метод являлся целостным подходом, который включал решение вопросов ухода, барьеров в повседневном функционировании и обучении людей с ограниченными возможностями, а также их социальную интеграцию и социально-профессиональное развитие. С помощью её метода можно было оценить степень заболевания больных, инвалидов или социально дезадаптированных детей с междисциплинарной, научной позиции, не фокусируясь на их недостатках.
После трёхлетнего периода, когда она несколько раз реорганизовала свой преподавательский курс, в 1922 году Гжегожевская основала Государственный институт специального образования, который возглавляла с момента его основания и до самой своей смерти. В 1924 году она основала журнал «Специальная школа», чтобы публиковать информацию в этой отрасли и стимулировать научную работу по разработке «инновационных методов ревалидации» дезадаптированных детей и инвалидов. В 1927 году, когда состояние Йотейко ухудшилось, Гжегожевская в течение года ухаживала за ней до её смерти. В 1930 году она основала и возглавила Государственный учительский институт, чтобы предоставить педагогам возможность совершенствования своих навыков путём последипломного образования, обучения новым методам преподавания. В 1935 году она была уволена из института, так как выступила против авторитарного правления, внедрявшегося режимом Санации. В 1927 году издала книгу «Психологическая структура зрительного и тактильного чтения». Участвовала во многих конференциях, в том числе в четвёртом конгрессе Международной лиги нового образования, который состоялся в 1927 году в Локарно, во втором съезде преподавателей специальных школ в 1934 году и в Первом национальном детском конгрессе в 1938 году.
С началом Второй мировой войны в 1939 году Институт специального образования был закрыт, и Гжегожевская начала работать медсестрой в армейском госпитале, которым руководил Польский Красный Крест. В 1939—1944 годах преподавала в Специальной школе № 177 в Варшаве и участвовала в подпольной системе образования. Участвуя в польском движении сопротивления, распространяла оружие и брошюры. Присоединилась к Жеготе и оказывала помощь еврейскому населению, чтобы спасти его. Служила членом охранного патруля Охоты во время Варшавского восстания. Во время восстания её дом был уничтожен, а вместе с ним неопубликованные рукописи двух книг — второго тома «Психологии глухих» (первый том опубликован в 1930 году) и «Личность учителя».

#### После Второй мировой войны
После освобождения Польши в 1945 году Гжегожевская возродила Институт специального образования, разрушенный во время военных действий. Несмотря на то что 30 % учителей погибли на войне, она инициировала программы, которые помогли быстро восстановить преподавательский состав. Польский союз учителей была восстановлен, и она начала исследования для оценки имеющихся образовательных программ социально-экономического статуса учителей и роли школ в своих общинах.
В 1947 году Гжегожевская опубликовала первый том своего magnum opus, а именно — «Письма к учителю», в котором она изложила своё мнение об отношениях учителей с учениками и влияния воспитателей на развитие подопечных. В книге Гжегожевская предлагала решения по улучшению жизни и здоровья людей с ограниченными возможностями путём преодоления их функциональных ограничений, включая особенности условий жизни. Она отмечала, что уроки должны базироваться на гибкой системе, соответствующей способностям учеников, стимулирующей их к обучению, а также говорила о необходимости адекватных перерывов, которые давали бы им возможность отдыха. Создав систему классификации, она отмечала, что спектр инвалидности является чрезвычайно широким и это требует от преподавателей индивидуального подхода в соответствии с потребностями учащегося. Автор назвала книгу «Письма к учителю» и опубликовала в ней отзывы учителей, чтобы подчеркнуть: книга является диалогом, призванным вызвать размышления и вдохновение. Вся работа содержала 24 письма, опубликованные в 3 томах в 1947—1961 годах. Первый том, вместе с практическими советами, сосредоточен на построении сообщества учителей, в котором поощрялась взаимопомощь. В других письмах дана историческая информация о новаторах в образовании, в остальных обсуждаются гуманитарные и этические ценности, такие как ключи к самопознанию и механизмы преодоления изменений, которые в свою очередь могут мотивировать и вдохновлять других. Автора меньше интересовала структура материалов, она сосредотачивалась на оказании помощи, признающей достоинство и право на равенство любой жизни. Эти три тома значительно повлияли на международное развитие мысли об образовании в целом и особенно — на развитие специального образования.
В 1950 году Гжегожевская ввела заочные и аспирантские курсы в Институте специального образования, но в марте институт был переименован в Государственный колледж специального образования, а учебные программы заменены на те, которые утверждались государством. В годы сталинского периода её деятельность была «холодно воспринята» представителями власти коммунистической Польши, поскольку официальная позиция заключалась в том, что инвалиды не требуют особого ухода. Учителей, которых признавали марксистскими, освобождали или понижали, а подготовка учителей была ликвидирована. Она боролась за защиту специального образования для людей с ограниченными возможностями, чтобы предотвратить распространение на них производственных квот и политики, основанной на страхе и подозрении, ставя свою работу под угрозу. Когда события октября 1956 года предоставили польскому правительству бо́льшую автономию от влияния Советского Союза, Гжегожевская возобновила поддержку власти и название Института было восстановлено. В 1957—1960 годах была профессором Варшавского университета и председателем первой кафедры специальной педагогики в Польше. Впоследствии ввела высшие курсы специального образования для Варшавского университета. Среди поздних работ Гжегожевской — «Анализ компенсационных случаев среди глухих и немых» и «Отбор произведений». Её научная работа и развитие польской системы образования были отмечены многочисленными наградами.

### Смерть и наследие
Гжегожевская умерла от сердечного приступа 7 мая 1967 года в своём доме в Залесье-Дольном, ныне входящем в состав города Пясечно. Похоронена на кладбище Старые Повонзки. Её помнят не только как основателя системы специального образования в Польше, но и как человека, отстаивавшего это направление в образовании. Её подход к обучению детей с ограниченными возможностями позволял им адаптироваться в обществе, преодолевать ограничения, связанные с психическим и физическим здоровьем, и обозначил изменение в эволюции образовательной мысли — от простого лечения инвалидности к признанию их общечеловеческих и интеллектуальных потребностей. Польский писатель Ежи Завейский взял за основу романа «Путь домой» отношения Гжегожевской и её жениха Чеслава.
Работы Гжегожевской получили известность с 1930-х годов в других странах Восточного блока, например в Югославии, благодаря переводам и переписке с другими учёными, работавшими в области, связанной с инвалидностью. Контакт с Велько Рамадановичем, основавшим первое в Югославии заведение для инвалидов, привёл к тому, что Божидар Карличич, Пётр Меанджия, Дезимир Ристович и Любицы Вучелич прошли обучение по программам Государственного института специального образования. В её честь в 1972 году была названа специальная образовательная школа в Познани. В 1976 году основанный ею Государственный институт специального образования в Варшаве был назван в её честь, сейчас он известен как Академия специальной педагогики имени Марии Гжегожевской. В 1987 году в её честь была названа Педагогическая библиотека в Зелёной Гуре. В память о ней имеются два памятника: один возле школы в Познани, другой — в Кужешине, недалеко от её места рождения, села Волуча.

## Награды
- Офицерский крест Ордена Возрождения Польши (9 ноября 1931)[62];
- Командорский крест Ордена Возрождения Польши (19 августа 1955)[63];
- Медаль «10-летие Народной Польши»[пол.] (15 марта 1955)[64];
- Почётное звание «Заслуженный учитель Польской Народной Республики» (1957)[59];
- Орден «Строителей Народной Польши» (1959)[59];
- Почётный член Польского психиатрического общества (1961)[59].

## Избранные труды
- Essai sur le developpement du sentiment esthetique (докторская диссертация, 1916);
- Metody i zakres nauczania powszechnego w Belgii (соавтор, 1922);
- Struktura psychiczna czytania wzrokowego i dotykowego (1927);
- Głuchociemni (1928);
- Psychologia niewidomych (1930);
- Opieka wychowawcza nad dziećmi niewidomymi i głuchociemnymi (1933);
- Listy do młodego nauczyciela. Cykl 1 (1947);
- Zjawisko kompensacji u niewidomych i głuchych (1959);
- Listy do młodego nauczyciela. Cykl 2 (1958);
- Listy do młodego nauczyciela. Cykl 3 (1961);
- Pedagogika lecznicza. Skrypt wykładów;
- Psychologia niewidomych;
- Analiza zjawiska kompensacji u głuchych i niewidomych.